# Magnien
Magnien é uma comuna francesa na região administrativa da Borgonha-Franco-Condado, no departamento de Côte-d'Or. Estende-se por uma área de 24,07 km². Em 2010 a comuna tinha 324 habitantes (densidade: 13,5 hab./km²).